# Operaciones aéreas en la Guerra del Chaco
La guerra del Chaco fue el primer conflicto internacional americano en el que se usaron aviones. Esta guerra para la aviación fue muy costosa, tanto en vidas humanas como en pérdidas materiales.

## Historia
Cabe señalar que Bolivia poseía una de las mejores fuerzas aéreas de América pero esto no evitó que se retrocediera hasta Villa Montes. Bolivia no tenía conocimiento del uso táctico y estratégico del Arma Aérea y desaprovechó la utilización de su poderosa aviación militar.[cita requerida]
Paraguay tenía algunos pilotos, mecánicos y ajustadores veteranos de la Revolución de 1922. Una guerra civil donde el gobierno y los rebeldes usaron el avión como arma de guerra y Félix Estigarribia pudo contemplar de primera mano el uso letal de esta arma tan novedosa para el continente. Durante los meses de julio y agosto de 1932, los paraguayos construyeron una pista de aterrizaje en su base de avanzada en Isla Po`i y desplazaron una pequeña fuerza de aviones de combate en tareas de reconocimiento de las posiciones enemigas, prácticamente todo lo que Paraguay poseía en términos de poderío aéreo. Bolivia poseía una fuerza aérea numéricamente superior, pero estaban limitados por no tener aeródromos cercanos a las zonas de combate. A pesar de esto, si la Fuerza Aérea Boliviana podía atacar, atacaba, y de forma eficaz.
El teniente coronel Bernardino Bilbao Rioja tomó el mando de las unidades de la Fuerza Aérea Boliviana en el Chaco a inicios del conflicto y en julio de 1932 concentró su fuerza en la base principal en Villa Montes con una base de avanzada en Muñoz.

## Desarrollo
En julio de 1932, los bolivianos desplazaron tres aviones de combate Vickers Vespa, tres bombarderos Breguet 19 y de tres a seis Vickers Type 143 Bolivian Scout a sus pistas de avanzada. En vista de la situación estratégica, el teniente coronel Bilbao visitó al comandante del teatro y afirmó que el mejor uso de la superior Fuerza Aérea Boliviana era bombardear la base paraguaya principal en Puerto Casado en el Río Paraguay ya que cada hombre, camión, caballo y munición entraba por ese puerto en camino hacia el teatro de operaciones en el centro del Chaco.
Además, en una violenta confrontación con el comandante del teatro, el coronel Enrique Peñaranda Castillo, Bilbao Rioja insistió en que se bombardeara Asunción para poder quebrantar el estado de ánimo paraguayo. Con las pistas de aterrizaje de avanzada en Muñoz y Ballivían, el Cuerpo Aéreo Boliviano estaba al alcance fácil de Asunción y Puerto Casado. El alto mando de Bolivia desaprobó las demandas de Bilbao Rioja ya que ellos pensaban, y no se equivocaron, que bombardear Asunción suscitaría protestas internacionales en contra de Bolivia. En ese momento de la guerra, el alto mando boliviano no vio la necesidad para tomar medidas tan drásticas, aunque los bolivianos volverían a analizar esa idea más tarde.
Sin embargo, se autorizó varias incursiones en contra de la base paraguaya en Puerto Casado. Esas incursiones provocaron una fuerte reacción por parte del gobierno argentino ya que muchos argentinos vivían en Puerto Casado y administraban la locomotora que iba hasta el Chaco (y apoyaban la iniciativa de la guerra paraguaya).
Argentina, aunque oficialmente neutral durante la guerra, poseía una neutralidad que se podía describir como sumamente amistosa hacia los paraguayos. Los argentinos le entregaron equipo e información de inteligencia a Paraguay y también le brindó apoyo financiero.[cita requerida] Después del bombardeo de Puerto Casado en 1933, los argentinos le comunicaron a Bolivia que ellos no tolerarían bajas de sus civiles y enérgicamente insinuaron que quizás ayudarían a Paraguay si los ataques continuaban. Ante ese dilema, Bolivia sensatamente canceló los ataques aéreos. Desde ese momento en la campaña, el Cuerpo Aéreo Boliviano se utilizaría principalmente en el frente llevando a cabo misiones de reconocimiento, patrullaje aéreo y apoyo aéreo cercano.
Desde el comienzo, Bilbao Rioja ordenó a sus aviones que llevaran a cabo patrullajes agresivos sobre el Chaco y los bolivianos perdieron por lo menos un Vickers Vespa a causa del fuego antiaéreo a fines de julio del año 1933.
Durante la batalla de Boquerón, ambos lados llevaron a cabo numerosos ataques en apoyo a las tropas terrestres.
Entre el 9 y el 29 de septiembre, Potez 25 paraguayos, escoltados por aviones de combate Wibault 73, efectuaron 12 ataques de bombardeo sobre los bolivianos en Boquerón. Los paraguayos también utilizaron sus bombarderos Potez 25, equipados con radios, como concentradores de artillería para sus cañones Schneider de 75 mm.
Aunque ambas fuerzas aéreas habían volado misiones de reconocimiento y de apoyo aéreo cercano durante la campaña de Boquerón, el primer enfrentamiento de aire-aire debió de ocurrir según estas versiones:
- para los bolivianos el primer combate aéreo del continente americano entre naciones beligerantes, ocurrió el 4 de diciembre de 1932.El vencedor de éste combate fue el piloto del bando boliviano Rafael Pabón, quien hábilmente derribó la aeronave paraguaya opositora (un Potez).